# Giuseppe Cencetti
Giuseppe Cencetti (Roma, 10 luglio 1809 – Bologna, 2 ottobre 1875) è stato un commediografo e librettista italiano.
Fu direttore di scena per Giuseppe Verdi.

## Biografia
Giuseppe Cencetti iniziò la sua attività di librettista e direttore di scena nel 1852. Fu direttore di scena presso il Teatro Apollo di Roma.
Collaboratore dell'impresario Vincenzo Jacovacci, tra il 1852 e il 1853, durante la stagione teatrale dell'Apollo fu direttore di scena de Il trovatore e in quell'occasione incontrò Giuseppe Verdi.
Nel 1859 Cencetti fu incaricato da Giuseppe Verdi per la Disposizione scenica per l'opera "Un ballo in maschera" [...] compilata e regolata sulla messa in iscena del Teatro Apollo di Roma il Carnevale 1859 dal Direttore di scena del medesimo Giuseppe Cencetti (Milano, Ricordi, 1859).
Oltre Il trovatore e Un ballo in maschera, Giuseppe Cencetti ha allestito numerose opere verdiane: I Lombardi alla prima crociata, Ernani, I due Foscari, Giovanna d'Arco, I masnadieri, Luisa Miller, Violetta (ovvero La traviata, titolo che fu cambiato a causa della censura), Simon Boccanegra e Aroldo.

## Opere

### Commedie teatrali
- 1842 - La fidanzata d'Abido[1]

### Libretti
- 1861 - Il mulattiere di Toledo, musica di Giovanni Pacini
- 1866 - Caterina Howard, musica di Errico Petrella
- 1877 - La bella fanciulla di Perth, musica di Domenico Lucilla